# Équipe cycliste Soudal Quick-Step Devo

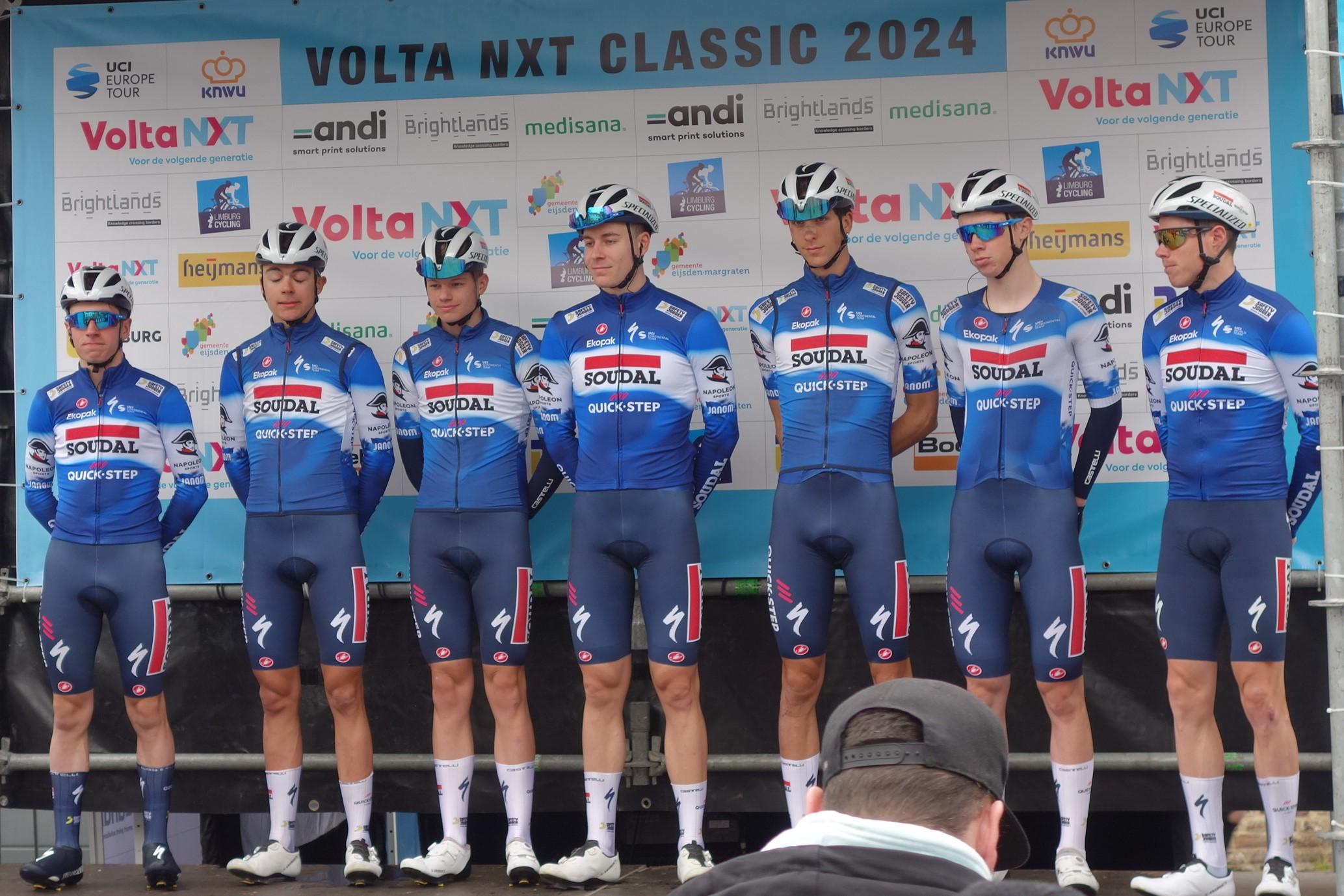
Soudal Quick-Step Devo Team en 2024.

L'équipe cycliste Soudal Quick-Step Devo (officiellement Soudal Quick-Step Devo Team) est une équipe cycliste belge. Créée en 2015, elle court avec le statut d'équipe continentale depuis 2022.
Elle sert d'équipe réserve à l'équipe World Tour Soudal Quick-Step.

## Histoire de l'équipe
L'équipe est lancée pour la saison 2015 sous le nom de Home Solution-Anmapa et court principalement sur le calendrier national belge. 
En 2022, elle est renommée Elevate p/b Home Solution Soenens et obtient une licence d'équipe continentale (troisième division). L'année suivante, elle devient l'équipe de développement officielle de l'UCI WorldTeam Soudal Quick-Step et prend le nom officiel de Soudal Quick-Step Devo Team. 

## Principales victoires

### Courses d'un jour
- Flèche du port d'Anvers : 2019 (Tibo Nevens)
- Paris-Tours espoirs : 2020 (Rune Herregodts)
- Tour des 100 Communes : 2023 (Jonathan Vervenne)
- Youngster Coast Challenge : 2023 (Warre Vangheluwe)
- Gand-Wevelgem espoirs : 2023 (Gil Gelders)
- Ruota d'Oro : 2023 (Gil Gelders)
- Tour de Lombardie amateurs : 2023 (William Junior Lecerf)
- Grand Prix de la ville de Halle : 2024 (Federico Savino)

### Championnats nationaux
- Championnats de Belgique sur route : 1
  - Contre-la-montre espoirs : 2023 (Jonathan Vervenne)
- Championnats de Chypre sur route : 1
  - Course en ligne espoirs : 2024 (Bogdan Zabelinskiy)
- Championnats d'Italie sur route : 1
  - Contre-la-montre espoirs : 2024 (Andrea Raccagni Noviero)
- Championnats des Pays-Bas sur route : 1
  - Course en ligne espoirs : 2023 (Pepijn Reinderink)

## Classements UCI
L'équipe participe aux épreuves des circuits continentaux et en particulier de l'UCI Europe Tour. Les tableaux ci-dessous présentent les classements de l'équipe sur les différents circuits, ainsi que son meilleur coureur au classement individuel.
UCI Europe Tour
| UCI Europe Tour | UCI Europe Tour        | UCI Europe Tour                           | UCI Europe Tour |
| Année           | Classement par équipes | Meilleur coureur au classement individuel |                 |
| --------------- | ---------------------- | ----------------------------------------- | --------------- |
| 2022            | 74e                    | Davide Bomboi (702e)                      |                 |
| 2023            | 22e                    | -                                         |                 |
|                 |                        |                                           |                 |
| Source : UCI    |                        |                                           |                 |

L'équipe est également classée au Classement mondial UCI qui prend en compte toutes les épreuves UCI et concerne toutes les équipes UCI.
| Classement mondial | Classement mondial     | Classement mondial                        | Classement mondial |
| Année              | Classement par équipes | Meilleur coureur au classement individuel |                    |
| ------------------ | ---------------------- | ----------------------------------------- | ------------------ |
| 2022               | 123e                   | Davide Bomboi (963e)                      |                    |
| 2023               | 49e                    | William Junior Lecerf (345e)              |                    |
| 2024               | 60e                    | Bogdan Zabelinskiy (517e)                 |                    |
|                    |                        |                                           |                    |
| Source : UCI       |                        |                                           |                    |

## Soudal Quick-Step Devo Team en 2025
Effectif
| Effectif 2025            | Effectif 2025     | Effectif 2025 | Effectif 2025                       |
| Cycliste                 | Date de naissance | Pays          | Équipe précédente                   |
| ------------------------ | ----------------- | ------------- | ----------------------------------- |
| Henrique Bravo           | 20 avril 2006     | Brésil        |                                     |
| Mathijs De Clercq        | 23 janvier 2006   | Belgique      |                                     |
| Renato Favero            | 27 février 2005   | Italie        |                                     |
| Jelle Harteel            | 8 août 2003       | Belgique      | Lotto Dstny Development Team (2023) |
| Senne Hulsmans           | 22 octobre 2003   | Belgique      | Acrog-Tormans/Balen BC (2021)       |
| Hodei Muñoz Gabiña       | 1 août 2006       | Espagne       |                                     |
| Thomas Pesenti           | 16 octobre 1999   | Italie        | JCLTeam Ukyo (2024)                 |
| Federico Savino          | 10 juillet 2004   | Italie        |                                     |
| Joeri Schaper            | 29 janvier 2006   | Pays-Bas      |                                     |
| Jasper Schoofs           | 30 mars 2006      | Belgique      |                                     |
| Gauthier Servranckx      | 7 juillet 2005    | Belgique      |                                     |
| Viktor Soenens           | 5 octobre 2005    | Belgique      |                                     |
| Erazem Valjavec          | 18 août 2006      | Slovénie      | Acrog-Tormans/Balen BC (2024)       |
| Matijs Van Strijthem     | 14 mars 2006      | Belgique      |                                     |
| Lars Vanden Heede        | 18 mars 2005      | Belgique      | Crabbé Toitures-CC Chevigny (2023)  |
| Jonathan Vervenne        | 27 mai 2003       | Belgique      | Acrog-Tormans/Balen BC (2021)       |
| Marc Zafra               | 22 septembre 2006 | Espagne       |                                     |
|                          |                   |               |                                     |
| Source : ProCyclingStats |                   |               |                                     |

Victoires
| Victoires | Victoires | Victoires | Victoires | Victoires | Victoires |
| Date      | Course    | Pays      | Classe    | Vainqueur |           |
| --------- | --------- | --------- | --------- | --------- | --------- |